# Том Беері
Том Беері (17 травня 1986) — ізраїльський плавець.
Учасник Олімпійських Ігор 2008 року.